# 陈太初
陈太初，眉山人，北宋人物。

## 生平
市井小民之子，幼时曾与北宋文学家苏轼在天庆观跟随道士张易简读书。曾为郡小吏。蜀人吴师道任汉州太守时，陈太初曾去拜见吴师道索求衣服食物和钱财杂物送给大街上那些穷人，然后在金雁桥下得道羽化。